# This Is How We Roll
«This Is How We Roll» — песня американской кантри-группы Florida Georgia Line при участии Люка Брайана. Она была выпущена 10 февраля 2014 года лейблом Republic Nashville в качестве пятого и финального сингла из дебютного студийного альбома Here’s to the Good Times. Но трек вошёл только в делюксовое переиздание альбома 2013 года под названием This Is How We Roll. Ремикс с участием Джейсона Деруло и Брайана был выпущен 7 июня 2014 года. Песню написали Тайлер Хаббард, Брайан Келли, Коул Суинделл, Люк Брайан, а спродюсировал Joey Moi.
Сингл занял первое место в чарте Hot Country Songs и 2-е место в чарте Billboard Country Airplay. Песня стала лучшей кантри-песней года, заняв первое место в итоговом чарте Billboard Year-End Hot Country Singles. Песня получила 6-кратный платиновый сертификат от Американской ассоциации звукозаписывающей индустрии (RIAA).

## Отзывы
В рецензии на переиздание альбома Мэтт Бьорк из Roughstock написал, что это «песня, которая определённо находится в музыкальном кармане каждого из её авторов и в какой-то момент станет очевидным выбором для сингла. Это ещё одна песня в стиле sing-a-long, о любви в маленьком городке, но разве это имеет значение в данный момент, это песня о том, как хорошо чувствовать себя с людьми, которых ты любишь». Сайт Taste of Country также положительно отозвался о песне, сказав, что «„Get Your Shine On“, „Round Here“ и „Stay“ нашли успех на кантри-радио, но этот трек из делюкс-издания альбома Here’s to the Good Times — их лучший момент со времён „Cruise“. Теперь они могут смело читать рэп, и печать одобрения от действующего обладателя звания „ACM Entertainer of the Year“ в кантри им точно не помешает».

## Коммерческий успех
Песня впервые дебютировала в хит-параде Billboard Hot 100 на 75-м месте, а в чарт Hot Country Songs вошла под номером 18 и была продана в количестве 52 000 цифровых копий за неделю, когда 25 ноября 2013 года вышла делюкс-версия альбома Here’s To The Good Times… This Is How We Roll. Она достигла первого места в чарте Hot Country Songs за неделю, закончившуюся 28 марта 2014 года, и оставалась на первом месте в течение четырёх недель. Она также достигла пика в чарте Billboard Hot 100 под номером 15 за неделю, закончившуюся 26 апреля 2014 года. После выхода на радио песня получила значительное количество эфирных прослушиваний и вошла в чарт Country Airplay на 25-м месте за неделю, закончившуюся 1 марта 2014 года. Она продолжила восхождение по чарту и достигла вершины на 2 месте в мае 2014 года, позади песни Брайана «Play It Again», что стало первым случаем в 24-летней истории хит-парада, когда один и тот же исполнитель занимал две верхние позиции одновременно.
В апреле 2014 года песня достигла первого миллиона продаж, а в сентябре 2014 года — второго. 1 мая 2014 года она получила платиновый сертификат RIAA, 16 сентября 2014 года — двойной платиновый, а 12 декабря 2018 года — пятикратный платиновый. По состоянию на январь 2015 года в США было продано 2 276 000 копий песни.
Песня стала лучшей кантри-песней года, заняв первое место в итоговом чарте Billboard Year-End Hot Country Singles.
Песня звучит в видеоигре WWE 2K15.

## Музыкальное видео
Режиссёром клипа выступил Марк Класфельд, премьера состоялась в марте 2014 года.
Байкер по имени Кенни проигрывает пари и вынужден перепрыгнуть через дерево. Ему это не удаётся, в результате чего его мотоцикл застревает в дереве. Когда в результате неудачного трюка Хаббард, Келли и Брайан находят его, Трэвиса Пастрану и других мужчин в затруднительном положении, Келли приглашает их на вечеринку в кузове своего полугрузовика, которая, как выясняется на протяжении всего видео, состоит из танцующих женщин и пива. Трио можно увидеть как внутри, так и на вершине грузовика во время его движения. В конце видео мотоциклисты выполняют трюки, пролетая над троицей, которая стоит на твёрдой земле.

## Чарты

### Еженедельные чарты
| Чарт (2014)                                            | Высшая позиция |
| ------------------------------------------------------ | -------------- |
| Канада (Billboard Canadian Hot 100)                    | 20             |
| Канада (Billboard CHR/Top 40)                          | 46             |
| Канада (Billboard Country)                             | 2              |
| США (Billboard Hot 100)                                | 15             |
| США (Billboard Hot Country Songs)                      | 1              |
| США (Billboard Country Airplay)                        | 2              |
| США (Billboard Adult Pop Airplay) · Jason Derulo remix | 23             |
| США (Billboard Pop Airplay) · Jason Derulo remix       | 25             |

### Годовые итоговые чарты
| Чарт (2014)                       | Позиция |
| --------------------------------- | ------- |
| Канада Canadian Hot 100           | 70      |
| США Billboard Hot 100             | 49      |
| США Country Airplay (Billboard)   | 22      |
| США Hot Country Songs (Billboard) | 1       |

## Сертификации
| Регион                                                                      | Сертификация  | Продажи   |
| --------------------------------------------------------------------------- | ------------- | --------- |
| Австралия (ARIA)                                                            | Платиновый    | 70 000    |
| США (RIAA)                                                                  | 6× Платиновый | 2,276,000 |
| Данные о продажах + прослушиваниях приведены только на основе сертификации. |               |           |